# Памятник С. А. Муромцеву
Памятник С. А. Муромцеву — бюст русского правоведа, политического деятеля, председателя Первой Государственной думы Российской империи Сергея Андреевича Муромцева в городе Орле.

## Описание
Сергей Андреевич Муромцев (1850—1910) — политический деятель, лидер Конституционно-демократической партии, профессор Московского университета, председатель Первой Государственной думы (1906). Его детские и юношеские годы прошли в селе Лазавке Новосильского уезда (ныне Новодеревеньковский район Орловской области). В 2010 году С. А. Муромцеву исполнялось 160 лет со дня рождения и 100 лет со дня его смерти. По инициативе Орловского областного Совета народных депутатов было принято решение увековечить память С. А. Муромцева. 21 октября 2010 года состоялось торжественное открытие памятника. Бюст С. А. Муромцева находится в центре Орла на центральной площади города рядом со зданием Областной администрации. Велись обсуждения о том, чтобы с противоположной стороны здания администрации установить памятник П. А. Столыпину, закончившему Орловскую мужскую гимназию.